# El Sol de Hidalgo
El Sol de Hidalgo es un periódico local de la ciudad de Pachuca de Soto, en el estado de Hidalgo, México. Es uno de los diarios con mayor difusión y ventas en la ciudad y en el estado, una razón es que su costo es bajo comparado con otros diarios. Es propiedad y miembro de la Organización Editorial Mexicana, la empresa periodística más grande de México.

## Información
Fundado en 1949, El Sol de Hidalgo da noticias de carácter general (locales, nacionales, internacionales, deportivas, etc) para la ciudad de Pachuca de Soto y su área metropolitana. Sus talleres de la compañía se encuentran en la ciudad, y también imprimen 2 ediciones regionales para una parte del estado de Hidalgo, llamadas El Sol de Hidalgo (regional) y El Sol de Tulancingo.
Los tres periódicos son de edición diaria y matutina.

### Distribución
- Diario de 32 páginas, con secciones de Política, Sociales, Policía, Local, Regional, Deportes, Nacional, Mundo, entre otras.

Mediante su página web (también propiedad de la OEM) se puede acceder gratuitamente a la información de sus secciones, al igual que a una pequeña hemeroteca donde se guardan notas de hasta 5 años.

#### Columnistas
Los  columnistas no solo son trabajadores del Sol de Hidalgo, sino también participan diferentes políticos y burócratas sobre diferentes temas.
Algunas columnas son
- Aquí los Políticos, Nuvia Mayorga, Julio Menchaca, Asael Hernández, Guillermina Vázquez Benítez, Luis Corrales, Carolina Viggiano Austria, David Cárdenas, Jesús Butrón, monseñor Domingo Díaz, Héctor Chávez, Norberto Olín.

#### Especiales
Por parte de la OEM, los domingos se distribuye anexo a los diarios un pequeño periódico llamado Desde la fe alusivo a la religión católica en México.
Así mismo desde 2011 se ha incluido los días martes y jueves en una página una pequeña información acerca de los municipios del estado de Hidalgo, para promocionar el turismo dentro de ellos.